# Јелена Враговић
Јелена Враговић (Вршац, 1973) српска је сликарка. Чланица је Савеза удружења ликовних уметника Војводине (СУЛУВ), Удружења ликовних уметника Србије (УЛУС), Удружења ликовних уметника примењених уметности и дизајнера Србије (УЛУПУДС) и Менсе

## Биографија
Рођена је 6. марта 1973. године у Вршцу. Основну и средњу школу је завршила у Београду. Дипломирала је на Учитељском факултету у Београду. На истом факултету уписала је последипломске студије и 2006. године добила диплому о завршеним специјалистичким студијама и стеченом стручном називу специјалисте методике наставе математике. Докторске студије је завршила на Учитељском факултету у Ужицу. 
Самостално  је излагала у Вршцу, Београду, Пожаревцу, Панчеву, Новом Саду, Кучеву, Димитровграду, Ариљу, Зрењанину и Нишу. Учесница је бројних колективних жирираних изложби и ликовних колонија у земљи и иностранству. Њен ликовни опус обухвата пејзажно и фигурално сликарство. Радила је илустрације за књига „Брачни лавиринт” и „Да ли су Вам скренули пажњу?” др Љубице Стојковић и „Сребрне бајке” Драгославе Шаулић.
Добитница је више награда и признања. Живи и ради у Вршцу.

## Самосталне изложбе
- 2024. Галерија Стара Капетанија, Земун[3]
- 2024. Галерија савремене уметности музеја Пожаревац[4]
- 2023. Културни центар Зрењанин[5][6]
- 2023. Градска галерија Ариље[7]
- 2022. Центар за културу „Драган Кецман” Кучево[8]
- 2022. Галерија Прометеј Нови Сад[9]
- 2022. Музеј штафелаја, Београд
- 2022. Галерија Методи Мата Петров, Димитровград[10]
- 2022.	Тачка сусретања, Вршац
- 2022. Галерија клуба Полет, Београд
- 2020. Дом ваздухопловства галерија ИКАР, Земун
- 2020. Културни центар Вршац, онлајн[11]
- 2019. Дом војске Културни центар, Вршац
- 2017. Дом војске Културни центар, Вршац[12]
- 2009. Студентски културни центар, Ниш
- 2004. Галерија Мадам, Панчево

## Колективне жириране изложбе
- 2024. Сремскомитровачки ликовни салон, Галерија „Лазар Возаревић”, Сремска Митровица
- 2024. АртАпстракт, Славољуб бар, Београд
- 2023. Минијатура 8, УЛУПУДС, Галерија Сингидунум, Београд
- 2023. Годишња изложба сликарско графичке секције УЛУПУДС, Конак кнегиње Љубице
- 2023.  Међународна изложба са историјском темом, Исторически парк, Варна, Бугарска
- 2023. 55. Мајска изложба, Музеј града Београда, Београд
- 2023. Линија, Арт месташце, Београд
- 2023. 17. Ликовни салон 30х30, Културни Центар Зрењанин, Београд, Панчево, Сремска Митровица
- 2022. 85. Јесења изложба, Уметнички Павиљон Цвијета Зузорић, Београд
- 2022. „Писма медиали” у Галерији Kруг, Будимпешта, Мађарска
- 2022. Галерија Дома културе Ивањица, „Нушићијада”
- 2022. Изложба Српска еротика, Музеј штафелаја, Београд
- 2022. „Поглед у неочекивано”, Уметнички Павиљон Цвијета Зузорић, Београд
- 2022. Пролећна изложба УЛУС-УМЕТНОСТ И ДРУШТВО, Београд
- 2022. 23. Пролећни ликовни салон, Галерија ЦЗК „Масука”, Велика Плана
- 2022. Међународни Пролећни салон „DivArt” „Буђење”
- 2022. Новогодишња продајна изложба УЛУС-а, Београд
- 2021. 22. Пролећни ликовни салон, Галерија ЦЗК „Масука”, Велика Плана
- 2021. Поглед у неочекивано, Уметнички павиљон Цвијета Зузорић, УЛУС, Београд
- 2021. Хроматски дијалози, Изложба слика између Србије и Румуније, Темишвар
- 2020. Салон „DivArt” „Буђење”
- 2020. MaјdanArt, Беле ноћи
- 2020. , Индија
- 2020. , Индија
- 2020.
- Октобарски ликовни салон, Центар за културу, Ковин
- 2011. „VoVa- MiniArt”, Културни центар и библиотека, Балатон, Мађарска
- 2009. „VoVa- MiniArt”, Културни центар и библиотека, Балатон, Мађарска
- VII Међународна изложба Жене сликари, Мајданпек
- 2000. На сва уста, Међународна изложба ликовног стваралаштва, Завичајни музеј Јагодина,
- 2012. Тринаеста Смотра ликовних уметника аматера Војводине, Завод за културу Војводине, Сремска Митроовица
- 2008. 28. Смотра ликовног стваралаштва аматера Србије, Савез аматера Србије, Чачак
- 2007. Осма Смотра ликовних уметника аматера Војводине, Завод за културу Војводине, Нови Бечеј
- 2006. Седма смотра ликовних уметника аматера Војводине, Завод за културу Војводине, Нови Бечеј
- 2005. Шеста смотра ликовних уметника аматера Војводине, Завод за културу Војводине, Нови Бечеј
- 2004. 24. Смотра ликовног стваралаштва аматера Републике Србије, Савез аматера Србије, Београд
- 2004. Пета смотра ликовних уметника аматера Војводине, Завод за културу Војводине, Нови Сад
- 2003. 23. Смотра ликовног стваралаштва аматера Републике Србије, Савез аматера Србије, Сремска Митровица
- 2003. Четврта смотра ликовних уметника аматера Војводине, Завод за културу Војводине, Нови Сад
- 2001. Друга смотра ликовних уметника аматера Војводине, Завод за културу Војводине, Нови Сад
- 2000. Двадесета Смотра ликовног стваралаштва аматера Републике Србије, Савез аматера Србије, Београд
- 1998. Смотра ликовног стваралаштва аматера Републике Србије, Савез аматера Србије, Крушевац

## Ликовне колоније
- 2007. 9. Међународна ликовна колонија Табор, ОИ „Милоје Закић” и Центар за културу Ћићевац
- 2014. Друга ликовна колонија „LETO(π)ART” у склопу пиротског културног лета
- 2014. Хуманитарна ликовна колонија, Бања Лука, Република Српска
- 2014. Међународна ликовна колонија „Љубав и разумевање”, Каменари, Црна Гора
- 2014, 2015, 2016, 2017. Ликована колонија „Моја вода”, Вршац
- 2015. 40. Сисевачка ликовна колонија – Културни центар Параћин, Параћин
- 2015. Хуманитарна ликовна колонија, Бања Лука, Република Српска
- 2015. Ликовна колонија Тара
- 2016.  међународна ликовна колонија Будва, Црна Гора
- 2016. Ликовна колонија Подрум Миљевић, Фрушка гора
- 2016. Међународна ликовна колонија „Вевчанска видувања”, Виа игнација, Република Македонија
- 2017. Ликовна колонија „Мали Зворник 2017”
- 2017. Међународна ликовна колонија „Боксит и боје”, Милићи, Република Српска
- 2017. 15. међународна хуманитарна ликовна колонија „Живот је уметност” Колонија МС, Нови Кнежевац
- 2017. Ликовна колонија „Козара”, Босна и Херцеговина
- 2018. Међународна ликовна колонија Garnik Art Camp, Румунија
- 2018. 16. међународна хуманитарна ликовна колонија „Живот је уметност” Колонија МС, Нови Кнежевац
- 2018. Међународна ликовна колонија „Art simpozijum”, Сребрно језеро
- 2018. Ликовна колонија „Тамбурица фест 2018”, Гложани
- 2018. Међународна ликовна колонија „Боксит и боје”, Милићи, Република Српска
- 2018. Ликовна радионица - Жагубица 2018
- 2018. Ликовна колонија „Мали Зворник 2018”
- 2018. Сликарска колонија Совљак 2018”, Богатић
- 2019. Ликовна колонија „Тара 2019”, Национални парк Тара
- 2019. 17. међународна хуманитарна ликовна колонија „Живот је уметност” Колонија МС, Нови Кнежевац
- 2019. 29. Ликовна колонија „Kosmik Art”, Војка
- 2020. Ликовна колонија „Чачак 2020”, Овчар Бања, Дом културе Чачак
- 2021. Међународна ликовна колонија Куманово, Пелинце, Македонија
- 2022. Међународна ликовна колонија „Михајлово”, Кавадарци, Северна  Македонија
- 2022. Међународна ликовна колонија „Рибница”, Општина Мионица
- 2022. Тиска Академија Акварела, Дом културе, Нови Бечеј
- 2023. Међународна ликовна колонија „Рибница 5”, Општина Мионица
- 2023. Тиска Академија Акварела, Дом културе, Нови Бечеј
- 2023. „Друга наша” Привредна комора Војводине, Нови Сад
- 2023. „Помона 4”, Рогашка Слатина, Словенија
- 2024. Међународна хуманитарна ликовна колонија „Живот је уметност” Колонија МС, Нови Кнежевац
- 2024. Путевима предака – осми сазив, Нови Бечеј
- 2024. „Јегричка”, КЦ Темерин
- 2024. РТС Пигмалион

## Награде и признања
- 2023.
- 2011. Трећа награда на Изложби минијатура „ВоВа” мини Арт, Мађарска
- 2009.	Признање за најтрофејнијег ликовног уметника аматера Војводине
- 2008.	Диплома за оригиналан приступ ликовном делу на 28. Смотри ликовног стваралаштва аматера Србије, Чачак
- 2005.	Похвала на Смотри ликовног стваралаштва аматера у Новом Бечеју
- 2004.	Друга награда на 5. Смотри ликовног стваралаштва аматера у Новом Саду
- 2003.	Трећа награда на Смотри ликовног стваралаштва аматера у Новом Саду
- 1998. Похвала Савеза на Смотри ликовног стваралаштва аматера Србије  у Београду

## Галерија
Циклус 
- Иза, уље на платну, 70х100цм, 2019.
- Невидљиви ланци, уље на платну, 70х100цм, 2020.

Циклус Ерос егзистенције
- Против трансформације просечности, комбинована техника, 40х50цм, 2023.
- Да ли смо везани, уље на платну, 120х90цм, 2024.
- Седећа цивилизација, комбинована техника, 40х50цм, 2023.

Циклус Небо Баната
- Бистрина, уље на платну, 70х50цм, 2017.
- Сан, уље на платну, 50х70цм, 2017.
- Земља сунца, уље на платну, 50х70цм, 2017.
- Тополе, уље на платну, 70х50цм, 2020.

Циклус У цара Тројана козије уши
- Аждаја и царев син, уље на платну, 70х90цм, 2024.
- Немушти језик, уље на платну, 70х90цм, 2024.
- Три јегуље, уље на платну, 70х100цм, 2022.
- Тројан, уље на платну, 100х60цм, 2023.